# 김종진 (1901년)
김종진(金宗鎭, 1901년 12월 26일 ~ 1931년 7월 11일)은 일제 강점기 조선의 독립운동가이다. 본관은 안동, 호는 시야(是也)이다.

## 생애
독립운동가 김좌진의 족제이기도 한 김종진은 10살때 재당숙 김학규의 양자로 들어갔으며 서당에서 한학을 배웠다. 나이 18세에 고향인 홍성에서 3.1운동 때 가담하여 일경에 체포되었으나 미성년자로 석방되었다.
1920년에 베이핑으로 망명하여 1921년 윈난성 군관학교에 입학하여 군사훈련을 받았다. 이후 1927년 신민부의 간부, 1929년 한족총연합회에서 농무 및 조직선전부장, 군사부장을 역임하여 활동하였다.
1930년 1월 24일 김좌진이 암살되자 공산주의자들과 대립하였고 1931년 7월 11일 중국 중동선 하이린역에서 공산주의자에게 암살되었다.

## 사후
1990년 건국훈장 애국장(1968년 건국훈장 대통령 표창, 1977년 건국포장)이 추서되었다.

## 가족 관계
- 부친 : 김영규(金泳圭)
- 모친 : 청송심씨

## 학력
- 중국 윈난 군관학교 졸업

## 같이 보기
- 이회영
- 조성환
- 김좌진
- 신민부
- 아나키스트
- 한족총연합회